# Дубоки свемир 2
Дубоки свемир 2 (енгл. Deep Space 2) била је свемирска сонда агенције НАСА у оквиру програма „Нови миленијум” (New Millennium Program). Састојала се из две мале софистициране сонде (импактора) које су послате ка Марсу заједно са сондом Марсов поларни лендер 1999. године. Сонде су назване „Скот” и „Амундсен”, у част Роберта Скота и Роалда Амундсена – првих истраживача који су стигли до Земљиног јужног пола. Сонде је требало да буду прве које ће „завирити” испод површине неке друге планете. По уласку у атмосферу Марса, сонде је требало да се одвоје од Марсовог поларног лендера и наставе да падају ка површини без успоравања. Мисија је проглашена неуспешном 13. марта 2000. године, до када контролори са Земље нису успели да успоставе контакт ни са једним импактором.